# Le Secret de mon succès
Pour plus de détails, voir Fiche technique et Distribution.
Le Secret de mon succès (The Secret of My Success) est un film américain de 1987 produit et réalisé par Herbert Ross et mettant en vedette Michael J. Fox et Helen Slater. Le scénario fut écrit par Jim Cash (en), qui avait auparavant coécrit Top Gun.

## Synopsis
Brantley Foster (Michael J. Fox), récemment diplômé de l'Université du Kansas, quitte ses parents pour New York où il a décroché un emploi en tant que financier. Dès son arrivée, il découvre que l'entreprise pour laquelle il était censé travailler a été reprise par une société rivale. En conséquence, Brantley est mis à pied avant même qu'il n'ait commencé à travailler. 
Après plusieurs tentatives infructueuses pour trouver un autre emploi, principalement parce qu'il est soit surqualifié ou sous-qualifié et a peu d'expérience, Brantley se retrouve à travailler dans la salle du courrier de la Pemrose Incorporated, dirigée par son oncle, Howard Prescott (Richard Jordan). Pemrose fut fondée par le beau-père de Prescott; Howard en a obtenu la présidence en épousant la fille de son patron, Vera Pemrose (Margaret Whitton).
Lors de l'inspection des rapports de l'entreprise, Brantley se rend compte que Prescott et la plupart de ses collègues "vestons" (cadres) sont carrément inefficaces dans la gestion de la boîte. Après que Brantley ait repéré un bureau vide dans le bâtiment après l'un des nombreux congédiements d'oncle Howard, il assume l'identité de Carlton Whitfield, un nouvel exécutif, jonglant avec deux emplois (changeant de vêtements dans l'ascenseur en arrivant le matin).  Brantley tombe fou amoureux de Christy Wills (Helen Slater), une collègue financière surdouée récemment diplômée de Harvard. Brantley fait aussi, malgré lui, la connaissance de Vera après l'avoir conduit à son domicile dans la limousine de la compagnie (à la demande de son employeur). Vera persuade Brantley de rester pour une baignade à saveur érotique. En voyant arriver Prescott, Brantley et "tati" Vera se rendent compte qu'ils sont liés (mais pas par le sang). Brantley quitte la maison en catastrophe sans être vu par Prescott. Lorsqu'Howard demande à Chrisy d'espionner Carlton Whitfield, elle tombe à son tour follement amoureuse de Carlton, ne sachant pas qu'il est en fait Brantley. Tandis que la société Pemrose se prépare à fusionner avec une multinationale douteuse nommée Davenport, Prescott, ignorant que Carlton Whitfield et Brantley Foster sont en fait une seule et même personne, suspecte Carlton d'être un espion à la solde de Donald Davenport (Fred Gwynne).
Finalement, Brantley et Vera trouvent suffisamment de liquidités, d'obligations et de stocks afin d'arracher la propriété de la société Pemrose à Prescott, l'empêchant ainsi de procéder à son OPA. Vera, méprisant déjà Howard pour ses pratiques commerciales contre-productives qui menaient l'empire de son père droit à la faillite, apprend qu'il la trompait. Elle le vire et nomme Brantley à sa place, comptant sur du sang neuf pour redonner des ailes à la compagnie. Alors que les gardes de sécurité escortent Howard et son second, Art Thomas (Gerry Bamman), hors du building, Brantley et Christy commencent à planifier leur avenir personnel et professionnel ensemble.

## Fiche technique
- Titre : Le Secret de mon succès
- Titre original : The Secret of My Success
- Réalisation : Herbert Ross
- Scénario : Jim Cash (en) d'après une histoire d'A. J. Carothers
- Musique : David Foster
- Photographie : Carlo Di Palma
- Montage : Paul Hirsch
- Production : Herbert Ross, Nora Kaye
- Société de distribution : Universal Studios
- Pays de production :  États-Unis
- Langue originale : anglais
- Format : couleur - 1,85:1
- Genre : comédie
- Durée : 111 minutes
- Date de sortie :
  - États-Unis : 7 avril 1987 (première à Los Angeles) ; 10 avril 1987 (sortie nationale)
  - France : 22 juillet 1987

## Distribution
- Michael J. Fox (VF : Luq Hamet) : Brantley Foster alias Carlton Whitfield
- Helen Slater (VF : Anne Rondeleux) : Christy Wills
- Richard Jordan (VF : Bernard Tiphaine) : Howard Prescott
- Margaret Whitton (VF : Pauline Larrieu) : Vera Prescott
- John Pankow (VF : Patrick Poivey) : Fred Melrose
- Christopher Murney (VF : Marc Jolivet) : Barney Rattigan
- Gerry Bamman (VF : Jean-Claude Montalban) : Art Thomas
- Fred Gwynne (VF : Jean Michaud) : Donald Davenport
- Susan Kellerman (VF : Jocelyne Darche) : Maureen
- Carol Ann Susi (VF : Nicole Favart) : Jean
- Elisabeth Franz (VF : Claude Chantal) : Grace Foster, la mère de Brantley
- Drew Snyder : Burt Foster, le père de Brantley
- Barton Heyman (VF : Michel Vocoret) : Arnold Forbush
- Bruce McGill (VF : Michel Derain) : W. Shaw
- Christopher Durang (VF : Jean-Loup Horwitz) : Davis
- Mercedes Ruehl (VF : Annie Balestra) : Sheila, la serveuse